# هيلدسهايم
هيلدسهايم (بالألمانية: Hildesheim) هي مدينة تقع بجنوب ولاية ساكسونيا السفلى الألمانية على بعد 30 كم عن عاصمة الولاية هانوفر. يبلغ عدد سكانها 102،654 نسمة (سبتمبر 2005).

## توأمة
لهيلدسهايم اتفاقيات توأمة مع كل من:
- أنغوليم (1965 - )
- ويستون سوبر مير منذ (1983 - )
- بادنغ (1988 - )
- هاله (1990 - )
- غيلينجيك (1992 - )
- North Somerset [الإنجليزية]‏ منذ (1997 - )
- بافيا (2000 - )
- المنيا (1979 - )

## أعلام
- ويلهلم التمان
- هانس كريبس
- أوتو مايرهوف
- كلارا هاريس
- فريدريش ويلهلم فون بويستفالين

## وصلات خارجية
- The city's own website.
- 360° Panoramas Hildesheim
- Article about Hildesheim
- Travel guide for Hildesheim
- Pictures